# Достицький сільський округ (Бурлінський район)
Дости́цький сільський округ (каз. Достық ауылдық округі, рос. Достыкский сельский округ) — адміністративна одиниця у складі Бурлінського району Західноказахстанської області Казахстану. Адміністративний центр та єдиний населений пункт — село Достик.
Населення — 405 осіб (2021; 528 у 2009, 948 у 1999, 856 у 1989).
Станом на 1989 рік існувала Александровська сільська рада (село Александровка). До 2020 року сільський округ називався Александровським.